# Петрічень
Петрічень, Петрічені (рум. Petriceni) — село у повіті Ковасна в Румунії. Входить до складу комуни Синзієнь.
Село розташоване на відстані 181 км на північ від Бухареста, 32 км на північний схід від Сфинту-Георге, 58 км на північний схід від Брашова.

## Населення
За даними перепису населення 2002 року у селі проживали 984 особи, з них 980 осіб (99,6%) угорців. Рідною мовою 982 особи (99,8%) назвали угорську.